# Lars Lundin
Lars Birger Lundin, född 19 september 1898 i Mellansjö, Ramsele församling, Ångermanland, död 16 april 1988 i Östersund, var en svensk konstnär och grafiker.
Han var son till Jonas Peter Lundin och Anna Dea Hällqvist och från 1929 gift med Anna Brita Eliasson (1902–1991).
Lundin studerade konst vid Edvin Ollers och Grünewalds målarskolor i Stockholm. Hans konst består av fjällmotiv med karg natur och gammal bebyggelse med gråtonade fiskebodar, samt grafiska blad. Makarna Lundin är begravda på Norra begravningsplatsen i Östersund. 